# Nissan Serena
La Nissan Serena è un'autovettura di grandi dimensioni prodotta dalla casa giapponese Nissan Motor a partire dal 1991 in più serie. La prima è stata prodotta fino al 1999, la seconda dal 1999 al 2005, terza dal 2005, la quarta nel 2010 e la quinta nel 2016. Nissan Largo è il nome del modello usato dalla Nissan per la Serena venduta dal 1992 al 1998.

## Storia
Si tratta di una grande monovolume in grado di ospitare fino a otto persone, prodotta nelle fabbriche spagnole della Nissan, a Barcellona, messa in commercio nel 1991 e ponendosi in stretta competizione con un'altra grande monovolume di quel periodo, la Renault Espace, oltre che alle Pontiac Trans Sport, Toyota Previa e Chrysler Voyager. In Italia, l'auto è stata però commercializzata dal 1993 al 2000 e si presentava con motorizzazioni a partire dal piccolo 1.6 16 valvole a benzina da circa 97 cavalli fino al più potente 2.0 da 126 cv, sempre 16 valvole.
Nel novembre del 1999, dopo un successo di vendite moderato, viene presentata la seconda serie, e contemporaneamente viene tolta dai listini di alcuni paesi, tra cui quelli italiani.
La Nissan Serena continua ad essere prodotta nella sua terza versione, presentata nel 2004. La quarta versione presentata nel 2010 e la quinta versione nel 2016.